# Прийняття григоріанського календаря

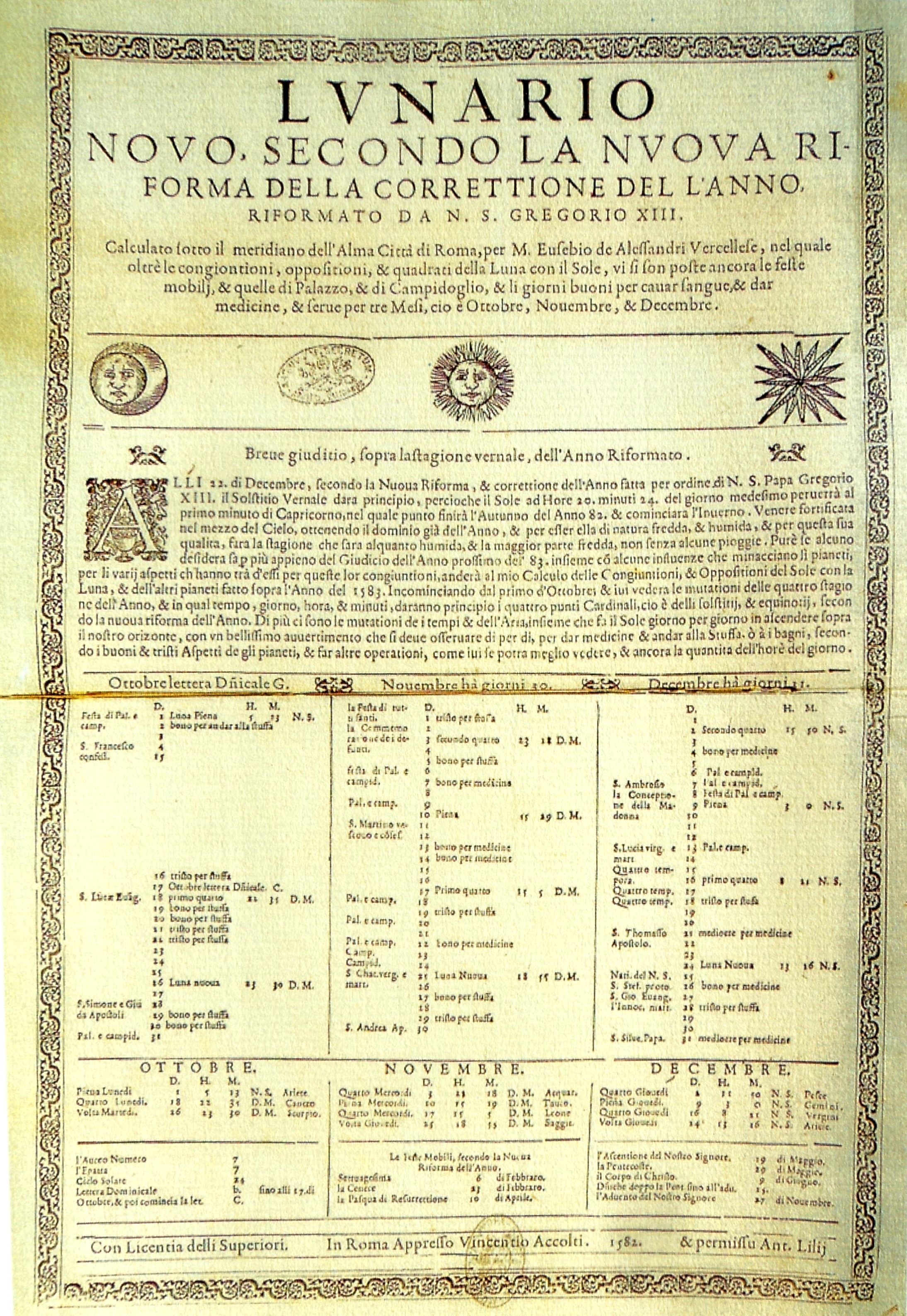
Лунаріо Ново, згідно з Новою реформою Григорія XIII, надруковане у Римі Вінченцо Аккольті у 1582 році, одне з перших друкованих видань нового календаря.

Прийняття григоріанського календаря — подія в ранній новітній історії більшості культур і суспільств, що ознаменувало перехід від традиційної (або «старого стилю») системи датування до сучасної (або «нового стилю») системи датування — григоріанського календаря — яка сьогодні використовується в усьому світі. Деякі держави прийняли григоріанський календар з 1582 року, деякі не зробили цього до початку XX століття, а інші зробили це в різні дати між ними. Деякі юрисдикції продовжують використовувати інший цивільний календар. В деяких суспільствах календар нового стилю використовується лише для цивільних цілей, а календар старого стилю продовжує використовуватись в релігійному житті. Сьогодні григоріанський календар є найбільш поширеним у світі цивільним календарем. Під час, і деякий час після зміни між системами було звично використовувати терміни «старий стиль» і «новий стиль», коли вказували дати, щоб вказати, який календар використовувався для їх відліку.
Григоріанський календар було встановлено у 1582 році папською буллою Inter gravissimas, виданою папою Григорієм XIII, щоб виправити помилку в юліанському календарі, яка спричиняла помилкове обчислення дати Великодня. Юліанський календар базувався на тому, що рік тривав 365,25 днів, але цей розрахунок був трохи задовгий; насправді рік тривав приблизно 365,2422 днів, і тому протягом століть календар все більше не узгоджувався з орбітою Землі. Середня тривалість року за григоріанським календарем становить 365,2425 днів.
Незважаючи на те, що реформа Григорія XIII була прийнята в найурочистішій формі, доступній Церкві, булла не мала авторитету, окрім Католицької церкви та Папської держави. Зміни, які він пропонував, були змінами в цивільному календарі, над якими він не мав формальних повноважень. Вони вимагали встановлення цивільними органами влади кожної держави, щоб мати юридичну силу. Булла стала канонічним правом Католицької церкви в 1582 році, але її не визнавали протестантські церкви, східні православні церкви та деякі інші. Отже, дні, у які різні християнські церкви святкували Великдень (і пов'язані з ним події в літургійному календарі) відрізнялися.

## Прийняття в католицьких державах
Першими на григоріанський календар перейшли такі католицькі держави, як Франція, італійські князівства, Річ Посполита, Габсбурзька Іспанія (разом з її європейськими та заморськими володіннями), Португалія та католицькі держави Священної Римської імперії. За четвергом, 4 жовтня 1582 року, прийшла п'ятниця, 15 жовтня 1582 року, з пропуском десяти днів. Держави, які не прийняли григоріанський календар до XVIII століття, на той час мали додатковий високосний рік (1700), що призвело до необхідності вилучення 11 днів. Деякі країни не приймали його аж до XIX і XX століть, що призвело до того, що з календаря потрібно було виключити ще один або два дні.
Король Іспанії Філіп II видав указ про перехід з юліанського календаря на григоріанський, що торкнулося більшої частини католицької Європи, оскільки Філіп був правителем Іберійської унії, а також більшої частини Італії. На цих територіях, а також у Речі Посполитій (під керівництвом Анни Ягеллонки) і в Папській державі новий календар був введений у дію з дати, визначеної буллою, з юліанського четверга, 4 жовтня 1582 року, за яким слідувала григоріанська п'ятниця, 15 жовтня 1582 року; іспанська та португальська колонії прийняли новий стиль де-факто пізніше через затримку зв'язку.
Невдовзі за ними прийняли новий стиль інші католицькі країни. Французьке королівство прийняло новий календар з неділі, 9 грудня 1582 року, за яким слідував понеділок, 20 грудня 1582 року. Нідерландські провінції Брабант і Зеландія, а також Генеральні штати прийняли його 25 грудня того ж року; провінції, що утворюють Південні Нідерланди (сучасна Бельгія), за винятком Брабантського герцогства, прийняли його 1 січня 1583 р.; провінція Голландія прийняла його 12 січня 1583 року. Сім католицьких швейцарських кантонів прийняли новий календар у січні 1684 року, тоді як Женева та кілька протестантських кантонів прийняли його в січні 1701 року або в інші дати протягом XVIII століття. Дві швейцарські муніципалітети Ширс і Грюш були останніми регіонами Західної та Центральної Європи, які перейшли на григоріанський календар у 1812 році.

## Прийняття в протестантських державах
Багато протестантських держав спочатку заперечували проти прийняття католицького нововведення; деякі протестанти побоювалися, що новий календар є частиною змови з метою повернути їх до католицизму. В Англії королева Єлизавета I та її Таємна рада прихильно поставилися до рекомендації королівської комісії, подібної до григоріанського календаря, виключити 10 днів з календаря, але лютий спротив англіканських єпископів, які стверджували, що Папа, безсумнівно, був четвертим великим звіром Даниїла, змусив королеву дозволити тихо зняти це питання з порядку денного. У Чехії протестанти чинили опір календарю, нав'язаному Габсбурзькою монархією. У деяких частинах Ірландського королівства католицькі повстанці (аж до своєї поразки в Дев'ятирічній війні) дотримувалися «нового» Великодня всупереч лояльній до Англії владі; пізніше католики, які таємно існували, звернулися до Конгрегації євангелізації народів з проханням відмовитися від дотримання нового календаря, оскільки це свідчить про їхню нелояльність.

### Пруссія
Лютеранське Прусське герцогство, яке до 1657 року належало католицькій Польщі, було першою протестантською державою, яка прийняла григоріанський календар. Пруссія погодилась зробити це у 1611 році під впливом свого бепосереднього сеньйора, польського короля. Таким чином, 22 серпня прийшло 2 вересня 1612 року. Однак ця зміна календаря не поширювалася на інші території Гогенцоллернів, такі як берлінський Бранденбург, лен Священної Римської імперії.

### Данія-Норвегія
У 1700 році під впливом Оле Ромера Данія-Норвегія прийняла сонячну частину григоріанського календаря одночасно з Бранденбург-Померанія та іншими протестантськими маєтками Священної Римської імперії. За неділею, 18 лютого 1700 р., став понеділок, 1 березня 1700 рік. Жодна з цих держав не прийняла місячну частину, натомість обчисливши дату Великодня астрономічно, використовуючи момент весняного рівнодення та повні відповідно до Рудольфових таблиць Кеплера 1627; ця комбінація називалася протестантськими станами «покращеним календарем» (Verbesserte Kalender) і вважалася відмінною від григоріанського. Нарешті, 1774 року вони прийняли григоріанський розрахунок Великодня. Інші провінції Республіки Об'єднаних провінцій Нідерландів перейшли на григоріанський календар 12 липня 1700 (Гельдерланд), 12 грудня 1700 (Оверейссел і Утрехт), 12 січня 1701 (Фрісландія та Гронінген) і 12 травня 1701 (Дренте).

### Швеція

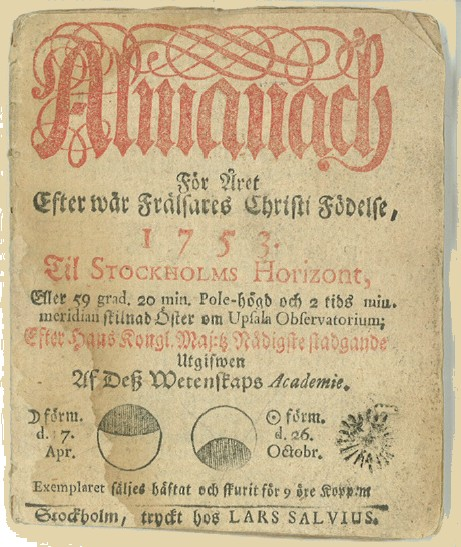
Шведський альманах 1753 року

Перехід Шведської імперії на григоріанський календар був важким і тривалим. Швеція почала переходити від юліанського календаря до григоріанського в 1700 році, але було вирішено зробити (на той час вже 11-денне) коригування поступово, виключивши високосні дні (29 лютого) з кожного з 11 послідовних високосних років, з 1700 по 1740 рік. Таким чином шведський календар не відповідав ані юліанському, ані григоріанському календарям протягом 40 років, при цьому різниця не буде постійною, а змінюватиметься кожні чотири роки. Ця система призвела до плутанини при встановленні дат подій шведської історії за цей 40-річний період. Плутанини додало те, що система була погано адміністрована, а високосні дні, які мали бути виключені в 1704 і 1708 роках, не були виключені. Шведський календар (відповідно до плану переходу) мав відставати від григоріанського на 8 днів, але відставав на 10 днів. Король Карл XII визнав, що поступовий перехід до нової системи не працює, і він відмовився від нього.
Замість переходу безпосередньо до григоріанського календаря було вирішено повернутися до юліанського. Цього вдалося досягти шляхом введення унікальної дати 30 лютого в 1712 році, скоригувавши розбіжність у календарях з 10 назад до 11 днів. Швеція остаточно прийняла сонячну частину григоріанського календаря в 1753 році, коли після середи, 17 лютого, прийшов четвер, 1 березня. Та територія, що пізніше стала Фінляндією, на той час було невід'ємною частиною Шведського королівства, отже, воно робило те саме. Завоювання Шведської Фінляндії Російською імперією у 1809 році не скасувало цього, оскільки було надано автономію, але урядові документи у Фінляндії датувалися як юліанським, так і григоріанським календарями. Ця практика припинилася після здобуття незалежності в 1917 році.

### Королівство Великої Британії

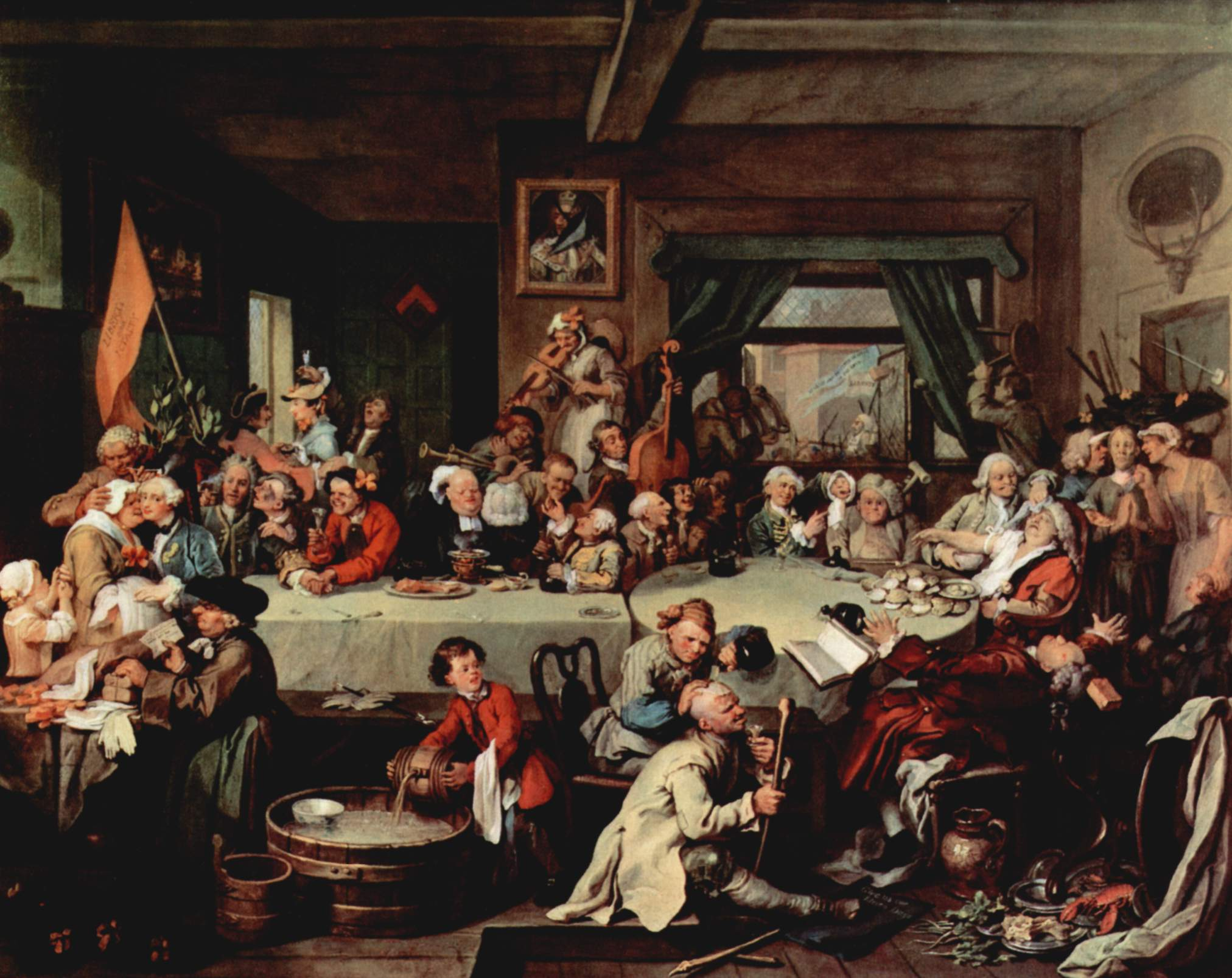
Картина Вільяма Гоґарта: Гумори про вибори (бл. 1755), яка є основним джерелом міфічних бунтів «Дайте нам наші одинадцять днів».

Через прийняття Закону про календар (новий стиль) 1750 року Королівство Великої Британії та її володіння (включаючи частини території, що зараз є Сполученими Штатами) прийняли григоріанський календар у 1752 році, до цього часу його необхідно було виправити на 11 днів. За середою, 2 вересня 1752 року, настав четвер, 14 вересня 1752 року. У Великій Британії термін «новий стиль» використовувався для календаря, і Закон не згадує Папу Римського Григорія: Додаток до Закону встановив обчислення дати Великодня, що дало той самий результат, що й правила Григорія, фактично не посилаючись на нього.
Цим самим актом Імперія (за винятком Шотландії, яка вже зробила це з 1600 року) змінила початок цивільного року з 5 квітня на 1 січня. Отже, звичай подвійного датування (зазначення дати як за старим, так і за новим стилями) може стосуватися зміни юліанського/григоріанського календаря, або зміни початку року, або обох.

### Америка
Європейські колонії американського континенту прийняли цю зміну разом із їхніми материнськими країнами. Нова Франція та Нова Іспанія прийняли новий календар у 1582 році. Григоріанський календар був застосований у британських колоніях у Канаді та майбутніх Сполучених Штатах на схід від Аппалачських гір у 1752 році.
Аляска залишалася за юліанським календарем разом з рештою Росії до 1867 року, коли її було продано Сполученим Штатам. Опівдні суботи, 7 жовтня 1867 року (за юліанським календарем), дата змінена на п'ятницю, 18 жовтня 1867 року (за григоріанським календарем). Хоча юліанський календар відставав від григоріанського на 12 днів, було пропущено лише 11 днів, оскільки Аляска також перемістилася з європейської сторони міжнародної лінії зміни дат на американську.

## Прийняття в Східній Європі
Багато країн Східної Європи були православними або ісламськими і прийняли григоріанський календар набагато пізніше, ніж західні християнські країни. Католицькі країни, такі як Річ Посполита, прийняли григоріанський календар за «новим стилем» у 1582 році, але в східних православних країнах перехід на григоріанський календар для цивільного використання відбувся аж у XX столітті — і деякі релігійні групи в деяких із цих країн досі використовують «старий стиль» для церковних цілей.
Третє Болгарське царство перейшло з юліанського на григоріанський календар у 1916 році під час Першої світової війни. 31 березня послідувало 14 квітня 1916 року.
Румуйський календар Османської імперії, який використовувався для фінансових цілей, було переведено з юліанського на григоріанський, починаючи з 16 лютого / 1 березня 1917 року. Початок року почали відзначати з 1 січня, починаючи з 1918 року. Нумерація років, однак, залишалася виключно турецькою, доки григоріанський календар не був введений для загальних цілей 1 січня 1926 року.

### Росія

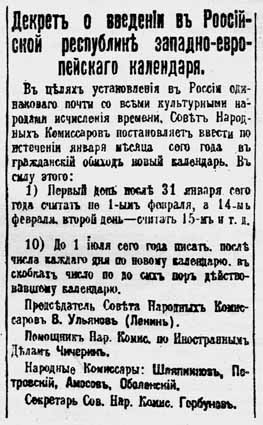
Частково російською мовою текст указу про запровадження григоріанського календаря в Росії, опублікований у «Правді» 25 січня 1918 (юліанський) або 7 лютого 1918 (григоріанський). Він наказував громадянам вважати день після 31 січня 14 лютого.

У Росії григоріанський календар був прийнятий після Жовтневої революції. 24 січня 1918 року Рада Народних Комісарів видала декрет про те, що після середи, 31 січня 1918 року, слідував четвер, 14 лютого 1918 року, таким чином з календаря випадало 13 днів. Зі зміною календаря сама Жовтнева революція стала відзначатись 7 листопада. Статті про Жовтневу революцію, в яких згадується ця різниця в датах, як правило, повністю переводять дати з юліанського на григоріанський календар. Наприклад, у статті «Жовтнева (листопадова) революція» Британська енциклопедія використовує формат «25 жовтня (7 листопада за новим стилем)» для опису дати початку революції.

### Україна
На території сучасної України григоріанський календар офіційно було запроваджено одразу ж після його ухвалення Папою Римським Григорієм XIII, оскільки 1582 року більшість українських земель входили до складу Речі Посполитої, що була переважно католицькою державою і відразу виявила готовність перейти на Григоріанський календар. Тоді-ж на новий календар перейшла Ри́мсько-католи́цька це́рква в Украї́ні. Проте напружена ситуація між Католицькою та Православною церквою в Речі Посполітій призвела до того, що остання відмовилась прийняти григоріанський календар. Відтак українські православні, а від 1596 року і новоутворені греко-католики дотримувалися в релігійних обрядах старого юліанського календаря аж до 2023 року.
В 2018 році на новоюліанський календар перейшла Українська лютеранська Церква. Після російського вторгнення 2022 року більшість християнських конфесій України, що на той час ще продовжували користувались старим юліанським календарем оголосили про перехід на григоріанський або новоюліанський календарі. В 2022 році на григоріанський календар перейшли Всеукраїнський союз церков євангельських християн-баптистів та Українська Церква Християн Віри Євангельської (п'ятидесятники). З 1 вересня 2023 року на григоріанський календарі перейшла також УГКЦ, а на новоюліанський — ПЦУ. При цьому УПЦ (МП) повідомила, що продовжить відзначати Різдво Христове за юліанським календарем — у січні.
В Українській Народній Республіці Закон Малої ради «Про заведення на Україні числення часу по новому стилю і перевод годинників на середнє-европейський час» було ухвалено 12 лютого 1918 року в Коростені. Григоріанський календар офіційно почав діяти з 16 лютого 1918 року, цей день стали вважати 1 березня 1918 року.

### Інші
Інші країни Східної Європи, особливо православні країни, прийняли григоріанський календар у 1910-х або на початку 1920-х років. До XX століття дата за юліанським календарем відставала від григоріанського на 13 днів. Румунське королівство прийняла григоріанський календар у 1919 році, а 31 березня 1919 року послідувало 14 квітня 1919 року. Останньою країною Східної православної Європи, яка прийняла григоріанський календар для цивільних цілей, була Греція, яка на той час перебувала під військовою адміністрацією після Революції 11 вересня 1922 року, яка набула чинності 1 березня 1923 року. Таким чином, за грецьким календарем після середи 15 лютого 1923 року йшов четвер 1 березня. 1923 р. Туреччина прийняла його 1 січня 1926 р. Радянський указ чітко обмежив реформу світськими (тобто нерелігійними) питаннями, як і грецький указ. Жодна з цих реформ не торкнулася дат релігійних свят. (Дивись нижче.)

### Неприйняття східними православними та орієнтальними православними церквами
Хоча державні адміністрації східноєвропейських держав прийняли григоріанський календар у 1910-х або на початку 1920-х років, жодна з національних східних православних церков не визнала григоріанський календар для церковних чи релігійних цілей. Натомість у травні 1923 року на Всеправославному синаксисі в Константинополі було запропоновано новоюліанський календар. Він використовує інше правило високосного року, змінюючи пропозицію 1785 року таким чином, щоб максимізувати час до того, як його дати почнуть відрізнятися від григоріанського. Між двома календарями не буде різниці до 2800 року.
Грецька православна церква Єрусалиму, Російська православна церква (крім румунських парафій на Північній Буковині), Сербська православна церква, Грузинська православна церква, Польська православна церква, Македонська православна церква — Охридська архієпископія та грецькі й українські старостильники не прийняли новоюліанський календар і продовжують святкувати Різдво 25 грудня за юліанським календарем, тобто 7 січня за григоріанським календарем до 2100 року.
Усі інші східні церкви, орієнтальні православні церкви (Коптська православна церква Александрії, Ефіопська православна церква Тевахдо, Еритрейська православна церква Тевахдо та Сирійська православна церква) продовжують використовувати свої власні календарі, що зазвичай призводить до фіксованих дат, які відзначаються відповідно до юліанського календаря. Це особливо цікаво у випадку Сирійської православної церкви, оскільки один з її Патріархів, Ігнатій Ні'маталлах, був одним із дев'яти вчених, які розробили григоріанський календар. Індійська православна церква використовує григоріанський календар разом зі своїми автономним сирійським православними утворенням, Маланкарською яковитською сирійською православною церквою.
Вірменська апостольська церква прийняла григоріанський календар у 1923 році, за винятком Єрусалимського вірменського патріархату, де досі використовується старий юліанський календар.

## Держави, які використовували місячно-сонячний календар

### Прийняття в Східній Азії
Японія, Корея та Китай почали використовувати григоріанський календар 1 січня 1873 року, 1 січня 1896 року та 1 січня 1912 року відповідно. Раніше вони використовували місячно-сонячні календарі. Дати за старим і новим стилем у цих країнах зазвичай означають відповідно старіші дати за місячно-сонячним календарем і новіші дати за григоріанським календарем. У цих країнах календарі старого стилю були схожі, але не всі однакові. Арабські цифри можна використовувати як для календарних дат у сучасній японській, так і для корейської мов, але не для китайських дат старого стилю.

#### Японія
У 1872 році Японія вирішила офіційно замінити свій традиційний місячно-сонячний календар на григоріанський, тому день після 31 грудня 1872 року як «другий день дванадцятого місяця Мейдзі 5» (яп. 明治5年12月2日 Meiji gonen jūnigatsu futsuka) став 1 січня 1873 року, місцево відомим як «перший день». першого місяця Мейдзі 6" (яп. 明治6年1月1日 Meiji rokunen ichigatsu tsuitachi). (Японський переклад західних місяців просто ічі-гацу або «Один місяць» для січня, ні-гацу або «Двомісячний» для лютого тощо). Це привело календар Японії у відповідність до календаря великих західних держав (за винятком Росії).
Проте донині прийнято використовувати імена царювання (nengō), особливо для офіційних документів; наприклад, Meiji 1 за 1868 рік, Taishō 1 за 1912 рік, Shōwa 1 за 1926 рік, Heisei 1 за 1989 рік, Reiwa 1 за 2019 рік тощо. Місяці та дні відповідають григоріанському календарю, але рік є або числом року за «західним календарем» (西暦, seireki) за системою нашої ери або Anno Domini, або роком nengō імператора на троні. З 1873 року починається ера, і перший рік цієї ери починається в день того року, коли імператор зійшов на престол. Другий рік тієї ери починався наступного 1 січня, навіть якщо перший рік містив лише кілька днів. Усі наступні роки тієї ери починалися 1 січня, поки цей імператор не помер або не зрікся престолу. Наприклад, перший рік ери Сева, рік правління імператора Хірохіто, містив лише останні шість днів 1926 року, тоді як Сова 64, його останній рік, містив лише перші сім днів 1989 року. Поточний 2023 рік за григоріанським календарем відповідає Рейва 5.

#### Корея
Замінивши роки, починаючи з 1392 року, заснування династії Чосон, Корея почала використовувати григоріанський календар 1 січня 1896 року, який був 17-м днем 11-го місячного місяця не лише в Кореї, але й у Китаї, де все ще використовувався місячно-сонячний календар. Проте корейські назви епохи використовувалися для її років до 1910 року; і між 1910 і 1945 роками, коли Корея була під владою Японії, японські назви ер використовувалися для підрахунку років за григоріанським календарем, який використовувався в Кореї.
У Південній Кореї з 1945 по 1961 роки за григоріанським календарем також відраховувалися від заснування Годжосона в 2333 році до нашої ери (вважається першим роком), дати легендарного заснування Кореї Дангуном, отже ці роки Дангі (단기) були від 4278 до 4294. Ця нумерація неофіційно використовувалася в корейському місячному календарі до 1945 року, але лише час від часу використовується сьогодні. З 1997 року Північна Корея офіційно веде відлік років за епохою чучхе, першим роком якої є 1912 рік, рік народження Кім Ір Сена, з григоріанськими місяцями та днями. Поточний григоріанський 2023 рік відповідає 112 році чучхе.

#### Китай
Під час свого заснування 1 січня 1912 року уряд Китайської Республіки (КРП) під керівництвом тимчасового президента Сунь Ятсена скасував місячно-сонячний китайський календар і прийняв григоріанський календар. Однак громадськість чинила опір змінам і продовжувала відзначати традиційні свята. Президент Юань Шикай перейшов до політики подвійного календаря, згідно з якою григоріанський календар мав використовуватися для більшості цілей, за винятком традиційних свят, які повинні були визначатися згідно з китайським календарем, включаючи короткочасну Китайську імперію. Після об'єднання Китаю під Гоміньданом у 1928 році націоналістичний уряд постановив, що з 1 січня 1929 року використовуватиметься григоріанський календар. Календар Республіки Китай збереже китайські традиції нумерації місяців із зміненою системою ери, визначеною відповідно до традиційних китайських назв ер, але використовуючи заснування уряду Республіки Китай у 1912 році як початок (епоха), а не рік правління імператора. Поточний григоріанський 2023 рік відповідає 112 році ROC. Ця система все ще використовується на Тайвані, де уряд ROC зберігає контроль з 1945 року.
З моменту свого заснування в 1949 році Китайська Народна Республіка продовжувала використовувати григоріанський календар з нумерацією місяців і прийняла західну нумерацію років, але традиційні свята визначила час відповідно до китайського календаря та скасувала систему ери РПЦ. Сьогодні материковий Китай (включаючи Гонконг і Макао), Тайвань, Малайзія, Індонезія та Сінгапур відзначають традиційні свята за традиційним календарем, такі як китайський Новий рік, а інші свята, особливо національні ювілеї, відзначають за григоріанським календарем. Прийнятий календар як у материковому Китаї, так і на Тайвані називається публічним календарем (спрощ.: 公历; кит. трад.: 公曆; піньїнь: Gōnglì), або новим календарем (спрощ.: 新历; кит. трад.: 新曆; піньїнь: Xīnlì).
Говорячи, люди зазвичай називають дату в григоріанському календарі місяць «No. dd» (спрощ.: dd号; кит. трад.: dd號); наприклад, Свято Весни 2017 року є № 28 місяця 1 (спрощ.: 1月28号; кит. трад.: 1月28號). З іншого боку, люди ніколи не називають дати за китайським календарем як «No. dd», що дозволяє уникнути будь-якої можливої двозначності.
При посиланні на дати до введення григоріанського календаря в 1582 році офіційний китайський календар може або успадкувати проблеми з попередніми календарями, щоб бути історично правильним, або слідувати пролептичному григоріанському календарю, якщо це зазначено.

### Прийняття в Південно-Східній Азії
У другій половині XIX століття григоріанський календар замінив бірманський у кількох материкових королівствах Південно-Східної Азії. Це відбулося в Камбоджі в 1863 році та в Лаосі в 1889 році. У 1889 році Сіам також перейшов на григоріанський календар як офіційний цивільний календар з епохою Раттанакосін (з 1782 роком 1). Тайський місячний календар продовжує використовуватися в релігійних цілях. Після британського завоювання династії Конбаун у 1886 році григоріанський календар використовувався поряд з бірманським у М'янмі.

## Ісламський календар
Мусульманський календар є місячним, тому в році є дванадцять місячних місяців по 354 або 355 днів, що на 11 днів коротше сонячного року. Отже, святі дні в ісламі мігрують навколо сонячного року за 32-річним циклом. Деякі країни ісламського світу використовують григоріанський календар для цивільних цілей, зберігаючи ісламський календар для релігійних цілей. Наприклад, Саудівська Аравія прийняла григоріанський календар з метою оплати праці працівників державного сектору з 1 жовтня 2016 року; роботодавці приватного сектору вже прийняли григоріанський календар для цілей оплати праці.

## Сучасність
Сьогодні переважна більшість країн використовують григоріанський календар як єдиний цивільний календар. Чотири країни, які не прийняли григоріанський календар: Ефіопія (ефіопський календар), Непал (Вікрам самват і Непал самбат), Іран і Афганістан (Сонячний календар Хіджри).
Деякі країни використовують інші календарі поряд із григоріанським, зокрема Індія (індійський національний календар), Бангладеш (бенгальський календар), Пакистан (ісламський календар), Ізраїль (єврейський календар) і М'янма (бірманський календар), а інші країни використовують модифіковану версію григоріанського календаря, зокрема Таїланд (тайський сонячний календар), Японія (японський календар), Північна Корея (Північнокорейський календар) і Тайвань (календар Мінго).
Хоча багато релігійних організацій відраховують свій літургійний рік за григоріанським цивільним календарем, деякі досі зберегли старі календарі. Сьогодні в багатьох регіонах світу для позначення циклів релігійних і астрологічних подій використовуються альтернативні календарі.

## Можливі конфлікти дат
Використання різних календарів могло викликати плутанину серед сучасників. Наприклад, йдеться про те, що одним із факторів, що сприяли перемозі Наполеона в битві під Аустерліцем, була плутанина між росіянами, які використовували юліанський календар, і австрійцями, які використовували григоріанський календар, щодо дати, коли їхні сили повинні об'єднатися. Однак ця розповідь не підтверджується сучасною розповіддю генерал-майора австрійської імперської та королівської армії Карла Вільгельма фон Штуттергайма, який розповідає про спільне наступ російських та австрійських сил (у якому він сам брав участь) за п'ять днів до битви, і вона прямо відкидається в дослідженні битви Гецом у 2005 році.

## Хронологія
Дата, коли кожна країна прийняла григоріанський календар або його еквівалент, позначена на горизонтальній лінії часу. Вертикальна вісь використовується для розширення, щоб показати окремі національні назви для зручності створення діаграм, але в інших випадках вона не має значення.